# Trigonopterus
Genre
Synonymes
- Eurysia Pascoe, 1885[1]
- Idotasia Pascoe, 1871[1]
- Microgymnapterus Voss, 1960[1]
- Mimidotasia Voss, 1960[1]
- Trigonus Fauvel, 1867[1]

Trigonopterus est un genre de coléoptères de la famille des Curculionidae. Son aire de répartition se situe entre Sumatra, le Samoa, les Philippines et la Nouvelle-Calédonie. Environ 90 espèces ont été formellement décrites jusqu'en mars 2013, où une seule publication a plus que doublé leur nombre, en accord avec les études précédentes, selon lesquelles de nombreuses autres espèces n'ont pas encore été décrites.
Le centre de sa diversité semble être la Nouvelle-Guinée, où au moins 51 espèces peuvent être trouvées au même endroit. Beaucoup d'entre elles sont très semblables, mais les appareils génitaux masculins et le barcode ADN permettent une identification sûre.
Parmi les espèces de Trigonopterus récemment découvertes, citons Trigonopterus chewbacca, nommée en l'honneur du personnage de Star Wars Chewbacca, à cause de ses pattes poilues.

## Liste d'espèces
Selon BioLib (9 mai 2020) :
- Trigonopterus abnormis Riedel, 2019
- Trigonopterus adspersus Riedel, 2019
- Trigonopterus aeneipennis Riedel, 2013
- Trigonopterus aeneus Riedel, 2013
- Trigonopterus aequalis (Pascoe, 1872)
- Trigonopterus agathis Riedel, 2013
- Trigonopterus agilis Riedel, 2013
- Trigonopterus albidosparsus (Lea, 1913)
- Trigonopterus allaetus Riedel, 2016
- Trigonopterus ambangensis Riedel, 2019
- Trigonopterus ampanensis Riedel, 2019
- Trigonopterus amplipennis Riedel, 2013
- Trigonopterus analis Riedel, 2019
- Trigonopterus ancoruncus Riedel, 2013
- Trigonopterus angulatus Riedel, 2013
- Trigonopterus angustus Riedel, 2013
- Trigonopterus apicalis Riedel, 2013
- Trigonopterus arachnobas Riedel, 2019
- Trigonopterus armatus Riedel, 2013
- Trigonopterus armipes Riedel, 2019
- Trigonopterus artemis Riedel, 2019
- Trigonopterus ascendens Riedel, 2013
- Trigonopterus asterix Riedel, 2019
- Trigonopterus athertonensis Riedel, 2016
- Trigonopterus atuf Narakusumo & Riedel, 2019
- Trigonopterus augur Riedel, 2013
- Trigonopterus australinasutus Riedel, 2016
- Trigonopterus australis Riedel, 2016
- Trigonopterus bakeri (Hustache, 1925)
- Trigonopterus balimensis Riedel, 2013
- Trigonopterus barbipes Riedel, 2019
- Trigonopterus basalis Riedel, 2013
- Trigonopterus bisignatus Riedel, 2016
- Trigonopterus bisinuatus Riedel, 2016
- Trigonopterus bonthainensis Riedel, 2019
- Trigonopterus boolbunensis Riedel, 2016
- Trigonopterus carinirostris Riedel, 2019
- Trigonopterus castaneipennis Riedel, 2019
- Trigonopterus celebensis Riedel, 2019
- Trigonopterus cirripes Riedel, 2019
- Trigonopterus collaris Riedel, 2019
- Trigonopterus conformis Riedel, 2013
- Trigonopterus constrictus Riedel, 2013
- Trigonopterus cooktownensis Riedel, 2016
- Trigonopterus costatulus Riedel, 2019
- Trigonopterus costatus Riedel, 2013
- Trigonopterus costicollis Riedel, 2013
- Trigonopterus crassicornis Riedel, 2013
- Trigonopterus crenulatus Riedel, 2019
- Trigonopterus cricki Riedel, 2019
- Trigonopterus cuneipennis Riedel, 2013
- Trigonopterus curvipes Riedel, 2019
- Trigonopterus cyclopensis Riedel, 2013
- Trigonopterus daintreensis Riedel, 2016
- Trigonopterus darwini Riedel, 2019
- Trigonopterus dentirostris Riedel, 2013
- Trigonopterus deplanatus Riedel, 2016
- Trigonopterus discoidalis Riedel, 2013
- Trigonopterus dromedarius Riedel, 2013
- Trigonopterus durus Riedel, 2013
- Trigonopterus echinus Riedel, 2013
- Trigonopterus edaphus Riedel, 2013
- Trigonopterus ejaculatorius Riedel, 2019
- Trigonopterus eremitus Riedel, 2013
- Trigonopterus euops Riedel, 2013
- Trigonopterus evanidus (Pascoe, 1872)
- Trigonopterus ferrugineus Riedel, 2013
- Trigonopterus finniganensis Riedel, 2016
- Trigonopterus fraterculus Riedel, 2016
- Trigonopterus fulvicornis (Pascoe, 1885)
- Trigonopterus fuscipes Riedel, 2019
- Trigonopterus fusiformis Riedel, 2013
- Trigonopterus garradungensis Riedel, 2016
- Trigonopterus glaber Riedel, 2013
- Trigonopterus gonatoceros Riedel, 2013
- Trigonopterus gracilipes Riedel, 2019
- Trigonopterus granum Riedel, 2013
- Trigonopterus hartleyensis Riedel, 2016
- Trigonopterus hasenpuschi Riedel, 2016
- Trigonopterus heberti Riedel, 2019
- Trigonopterus helios Riedel, 2013
- Trigonopterus hirsutus Riedel, 2019
- Trigonopterus hitoloorum Riedel, 2013
- Trigonopterus humilis Riedel, 2019
- Trigonopterus hypocrita Riedel, 2019
- Trigonopterus idefix Riedel, 2019
- Trigonopterus imitatus Riedel, 2013
- Trigonopterus impressicollis Riedel, 2019
- Trigonopterus incendium Riedel, 2019
- Trigonopterus incognitus Riedel, 2019
- Trigonopterus indigenus Riedel, 2019
- Trigonopterus inflatus Riedel, 2013
- Trigonopterus inhonestus Riedel, 2019
- Trigonopterus insularis Riedel, 2013
- Trigonopterus invalidus Riedel, 2019
- Trigonopterus irregularis Riedel, 2013
- Trigonopterus ixodiformis Riedel, 2013
- Trigonopterus jasminae Riedel, 2019
- Trigonopterus kanawiorum Riedel, 2013
- Trigonopterus katayoi Riedel, 2013
- Trigonopterus klabatensis Riedel, 2019
- Trigonopterus kolakensis Riedel, 2019
- Trigonopterus kotamobagensis Riedel, 2019
- Trigonopterus koveorum Riedel, 2013
- Trigonopterus kumbang Narakusumo & Riedel, 2019
- Trigonopterus kurandensis Riedel, 2016
- Trigonopterus kurulu Riedel, 2013
- Trigonopterus laetus (Lea, 1913)
- Trigonopterus laevigatus Riedel, 2019
- Trigonopterus lampros Riedel, 2019
- Trigonopterus laratensis Narakusumo & Riedel, 2019
- Trigonopterus latipennis Riedel, 2019
- Trigonopterus lekiorum Riedel, 2013
- Trigonopterus lewisensis Riedel, 2016
- Trigonopterus lineatus Riedel, 2013
- Trigonopterus lineellus Riedel, 2013
- Trigonopterus lompobattangensis Riedel, 2019
- Trigonopterus luwukensis Riedel, 2019
- Trigonopterus maculatus Riedel, 2013
- Trigonopterus mahawuensis Riedel, 2019
- Trigonopterus manadensis Riedel, 2019
- Trigonopterus mangkutanensis Riedel, 2019
- Trigonopterus matalibaruensis Riedel, 2019
- Trigonopterus mesai Riedel, 2019
- Trigonopterus mimicus Riedel, 2013
- Trigonopterus minahassae Riedel, 2019
- Trigonopterus moatensis Riedel, 2019
- Trigonopterus modoindingensis Riedel, 2019
- Trigonopterus montanus Riedel, 2016
- Trigonopterus monteithi Riedel, 2016
- Trigonopterus monticola Riedel, 2013
- Trigonopterus montivagus Riedel, 2013
- Trigonopterus moreaorum Riedel, 2013
- Trigonopterus mossmanensis Riedel, 2016
- Trigonopterus myops Riedel, 2013
- Trigonopterus nangiorum Riedel, 2013
- Trigonopterus nanus Riedel, 2019
- Trigonopterus nitidulus Riedel, 2019
- Trigonopterus nothofagorum Riedel, 2013
- Trigonopterus obelix Riedel, 2019
- Trigonopterus oberprieleri Riedel, 2016
- Trigonopterus ovalipunctatus Riedel, 2019
- Trigonopterus ovatulus Riedel, 2019
- Trigonopterus ovatus Riedel, 2013
- Trigonopterus oviformis Riedel, 2013
- Trigonopterus pagaranganensis Riedel, 2019
- Trigonopterus palopensis Riedel, 2019
- Trigonopterus paracollaris Riedel, 2019
- Trigonopterus parumsquamosus Riedel, 2013
- Trigonopterus parvulus Riedel, 2013
- Trigonopterus paucisquamosus (Heller, 1915)
- Trigonopterus pauper Riedel, 2019
- Trigonopterus pendolensis Riedel, 2019
- Trigonopterus phoenix Riedel, 2013
- Trigonopterus plicicollis Riedel, 2013
- Trigonopterus politoides Riedel, 2013
- Trigonopterus porg Narakusumo & Riedel, 2019
- Trigonopterus posoensis Riedel, 2019
- Trigonopterus prismae Riedel, 2019
- Trigonopterus procurtus Riedel, 2019
- Trigonopterus pseudallotopus Riedel, 2019
- Trigonopterus pseudanalis Riedel, 2019
- Trigonopterus pseudofulvicornis Riedel, 2019
- Trigonopterus pseudogranum Riedel, 2013
- Trigonopterus pseudomanadensis Riedel, 2019
- Trigonopterus pseudonasutus Riedel, 2013
- Trigonopterus pseudosimulans Riedel, 2019
- Trigonopterus pseudovalipunctatus Riedel, 2019
- Trigonopterus pseudovatulus Riedel, 2019
- Trigonopterus ptolycoides Riedel, 2013
- Trigonopterus pumilus Riedel, 2019
- Trigonopterus punctulatus Riedel, 2013
- Trigonopterus ragaorum Riedel, 2013
- Trigonopterus rantepao Riedel, 2019
- Trigonopterus reticulatus Riedel, 2019
- Trigonopterus rhinoceros Riedel, 2013
- Trigonopterus rhombiformis Riedel, 2019
- Trigonopterus rhomboidalis Riedel, 2013
- Trigonopterus robertsi Riedel, 2016
- Trigonopterus rostralis (Lea, 1928)
- Trigonopterus rotundatus Riedel, 2019
- Trigonopterus rotundulus Riedel, 2019
- Trigonopterus rubiginosus Riedel, 2013
- Trigonopterus rubripennis Riedel, 2013
- Trigonopterus rudis Riedel, 2019
- Trigonopterus rufibasis Riedel, 2013
- Trigonopterus rufipes Riedel, 2019
- Trigonopterus sampunensis Riedel, 2019
- Trigonopterus sampuragensis Riedel, 2019
- Trigonopterus satyrus Riedel, 2019
- Trigonopterus scabripes Riedel, 2019
- Trigonopterus scabrosus Riedel, 2013
- Trigonopterus scaphiformis Riedel, 2019
- Trigonopterus scharfi Riedel, 2013
- Trigonopterus scissops Riedel, 2013
- Trigonopterus scitulus Riedel, 2019
- Trigonopterus sculptirostris (Lea, 1928)
- Trigonopterus selaruensis Narakusumo & Riedel, 2019
- Trigonopterus selayarensis Riedel, 2019
- Trigonopterus semirubrus (Hustache, 1925)
- Trigonopterus serripes Riedel, 2019
- Trigonopterus seticnemis Riedel, 2019
- Trigonopterus signicollis Riedel, 2013
- Trigonopterus silvicola Riedel, 2019
- Trigonopterus simulans Riedel, 2013
- Trigonopterus soiorum Riedel, 2013
- Trigonopterus sordidus Riedel, 2013
- Trigonopterus squalidulus Riedel, 2019
- Trigonopterus squamirostris Riedel, 2013
- Trigonopterus squamosus (Lea, 1928)
- Trigonopterus striatipennis (Lea, 1928)
- Trigonopterus striatus Riedel, 2013
- Trigonopterus strigatus Riedel, 2013
- Trigonopterus strombosceroides Riedel, 2013
- Trigonopterus subglabratus Riedel, 2013
- Trigonopterus submetallicus Marshall, 1921
- Trigonopterus sulawesiensis Riedel, 2019
- Trigonopterus sulcatus Riedel, 2013
- Trigonopterus suturatus Riedel, 2019
- Trigonopterus taenzleri Riedel, 2013
- Trigonopterus talpa Riedel, 2013
- Trigonopterus tanimbarensis Narakusumo & Riedel, 2019
- Trigonopterus tatorensis Riedel, 2019
- Trigonopterus taurekaorum Riedel, 2013
- Trigonopterus tenuipes Riedel, 2019
- Trigonopterus terraereginae Riedel, 2016
- Trigonopterus tialeorum Riedel, 2013
- Trigonopterus tibialis Riedel, 2013
- Trigonopterus tomohonensis Riedel, 2019
- Trigonopterus toraja Riedel, 2019
- Trigonopterus tridentatus Riedel, 2013
- Trigonopterus triradiatus Narakusumo & Riedel, 2019
- Trigonopterus uniformis Riedel, 2013
- Trigonopterus variabilis Riedel, 2013
- Trigonopterus velaris Riedel, 2013
- Trigonopterus verrucosus Riedel, 2013
- Trigonopterus vicinus Riedel, 2019
- Trigonopterus viduus Riedel, 2019
- Trigonopterus violaceus Riedel, 2013
- Trigonopterus viridescens Riedel, 2013
- Trigonopterus volcanorum Riedel, 2019
- Trigonopterus wamenaensis Riedel, 2013
- Trigonopterus wangiwangiensis Riedel, 2019
- Trigonopterus wariorum Riedel, 2013
- Trigonopterus watsoni Riedel, 2019
- Trigonopterus yoda Riedel, 2019
- Trigonopterus yorkensis Riedel, 2016
- Trigonopterus zygops Riedel, 2013

## Étymologie
Le nom du genre Trigonopterus, du grec ancien τρίγωνος, trígônos, « triangulaire » et πτερόν, pterón, « aile », a été choisi en référence aux élytres triangulaires de ces espèces

## Publication originale
- A. Fauvel, « Coléoptères de la Nouvelle-Calédonie, recueillis par M. E. Déplanche, chirurgien de la marine impériale (1858-59-60) », Bulletin de la Société linnéenne de Normandie, Lons-le-Saunier, Inconnu, vol. 7,‎ 1862, p. 120-185 (ISSN 0366-3388 et 2391-1298, OCLC 1765841, lire en ligne).